# 1986 UV
1986 UV är en asteroid i huvudbältet som upptäcktes den 28 oktober 1986 av den tjeckiske astronomen Zdeňka Vávrová vid Kleť-observatoriet.
Asteroiden har en diameter på ungefär 10 kilometer och den tillhör asteroidgruppen Padua.